# Hermann Lungwitz
Julius Hermann Lungwitz (* 12. Juli 1845 in Bärwalde; † 4. Mai 1927 in Geyer) war ein deutscher Oberlehrer und Heimatforscher.
Lungwitz wuchs in Erlau auf und besuchte die Realschule in Chemnitz. Nach einer Ausbildung am Lehrerseminar in Waldenburg nahm er eine erste Tätigkeit als Hilfslehrer in Hohenstein-Ernstthal auf und ging danach als Pädagoge in die französische Schweiz und nach Neapel. Nach kurzen Tätigkeiten als Lehrer an den Gymnasien in Plauen und Chemnitz wurde er 1882 als Lehrer an die Bürgerschule der erzgebirgischen Bergstadt Geyer berufen, wo er den Rest seines Lebens verbrachte. Vor Ort war er Mitbegründer einer Gemeindebeamtenschule.
Neben seiner Lehrertätigkeit beschäftigte sich Lungwitz mit der erzgebirgischen Heimatgeschichte. Sein Spezialgebiet war die Erforschung von Edelzinngeräten. Er war Vorstands- und später Ehrenmitglied des 1902 gegründeten Erzgebirgszweigvereins Geyer.

## Werke
- Altes und Neues über Karl Stülpner. Löseke, Ehrenfriedersdorf 1887, urn:nbn:de:bsz:14-db-id3147094284.
- Die Geschichte des Rittergutes Tannenberg bei Geyer. 1897, Neuauflage 2000. In: Streifzüge durch die Geschichte des oberen Erzgebirges. Heft 44, PDF 498 KB (Memento vom 28. September 2007 im Internet Archive)
- Geyer und das Obererzgebirge in Sage und Geschichte. Annaberg, 1900.
- Edelzinn in Chemnitzer Privatbesitz. In: Mitteilungen des Vereins für Chemnitzer Geschichte. 19 (1916-1917), S. 4–31.
- Edelzinn in Privatbesitz. Verlag von C. Strauß, Buch- und Kunsthandlung Chemnitzer Antiquariat, Chemnitz 1917, urn:nbn:de:bsz:14-db-id18920246755.
- Burgen und Schlösser im Erzgebirge. In: Chemnitzer Kalender. 10 (1919), S. 61–67.
- Zur Geschichte des mechanischen Spinnens im Erzgebirge. In: Chemnitzer Kalender. 13 (1922), S. 83–91.